# Yeoljeong gat-eun sori hago inne
Yeoljeong gat-eun sori hago inne (열정 같은 소리 하고 있네?), noto anche con il titolo internazionale You Call It Passion, è un film del 2015 scritto e diretto da Jeong Gi-hun.

## Trama
Do Ra-hee, dopo essere stata assunta come giornalista, scopre che il proprio "lavoro dei sogni" è in realtà assai meno idilliaco delle aspettative: il suo superiore, Ha Jae-kwan, pretende infatti da lei l'impossibile.

## Distribuzione
In Corea del Sud la pellicola è stata distribuita dalla NEW, a partire dal 25 novembre 2015.